# Owrganjeh
Owrganjeh (persiska: ورگَنجِه, اورگنجه, Ūrganjeh) är en ort i Iran.   Den ligger i provinsen Zanjan, i den nordvästra delen av landet, 240 km väster om huvudstaden Teheran. Owrganjeh ligger 1 951 meter över havet och antalet invånare är 142.
Terrängen runt Owrganjeh är huvudsakligen platt, men österut är den kuperad. Runt Owrganjeh är det ganska tätbefolkat, med 100 invånare per kvadratkilometer. Närmaste större samhälle är Āzambār, 11,4 km nordost om Owrganjeh. Trakten runt Owrganjeh består i huvudsak av gräsmarker.